# Hans Rudolf Nägeli
Hans Rudolf Nägeli (... – Bicocca, 1522) è stato un militare svizzero.
Capitano di ventura, combatté per la Lega Santa dal 1510 al 1512 per poi passare alla monarchia francese. Nel 1522 morì alla testa delle sue truppe durante la battaglia della Bicocca.